# Eleições legislativas portuguesas de 1995 no distrito de Lisboa
| Eleições legislativas portuguesas de 1995 Distritos: Aveiro \| Beja \| Braga \| Bragança \| Castelo Branco \| Coimbra \| Évora \| Faro \| Guarda \| Leiria \| Lisboa \| Portalegre \| Porto \| Santarém \| Setúbal \| Viana do Castelo \| Vila Real \| Viseu \| Açores \| Madeira \| Estrangeiro |

## Resultados por Concelho
Os resultados nos concelhos do Distrito de Lisboa foram os seguintes:

### Alenquer
| Partido                 | Partido                        | Votos  | %               | +/-   |
| ----------------------- | ------------------------------ | ------ | --------------- | ----- |
|                         | Partido Socialista             | 10 374 | 49,75 / 100,00  | 15,62 |
|                         | Partido Social Democrata       | 4 946  | 23,72 / 100,00  | 15,83 |
|                         | Coligação Democrática Unitária | 2 954  | 14,17 / 100,00  | 0,06  |
|                         | Partido Popular                | 1 450  | 6,95 / 100,00   | 3,80  |
|                         | PCTP/MRPP                      | 254    | 1,22 / 100,00   | 0,60  |
|                         | Outros                         | 468    | 2,25 / 100,00   |       |
| Votos Inválidos         | Votos Inválidos                | 405    | 1,95 / 100,00   | 0,07  |
| Total                   | Total                          | 20 851 | 100,00 / 100,00 |       |
| Eleitorado/Participação | Eleitorado/Participação        | 29 774 | 70,03 / 100,00  | 0,13  |

### Amadora
| Partido                 | Partido                           | Votos   | %               | +/-   |
| ----------------------- | --------------------------------- | ------- | --------------- | ----- |
|                         | Partido Socialista                | 49 200  | 46,38 / 100,00  | 14,80 |
|                         | Partido Social Democrata          | 26 357  | 24,85 / 100,00  | 15,55 |
|                         | Coligação Democrática Unitária    | 16 438  | 15,50 / 100,00  | 0,45  |
|                         | Partido Popular                   | 8 482   | 8,00 / 100,00   | 5,08  |
|                         | Partido Socialista Revolucionário | 1 338   | 1,26 / 100,00   | 0,61  |
|                         | Outros                            | 2 433   | 2,29 / 100,00   |       |
| Votos Inválidos         | Votos Inválidos                   | 1 837   | 1,74 / 100,00   | 0,15  |
| Total                   | Total                             | 106 085 | 100,00 / 100,00 |       |
| Eleitorado/Participação | Eleitorado/Participação           | 156 761 | 67,67 / 100,00  | 1,17  |

### Arruda dos Vinhos
| Partido                 | Partido                        | Votos | %               | +/-   |
| ----------------------- | ------------------------------ | ----- | --------------- | ----- |
|                         | Partido Socialista             | 2 555 | 48,64 / 100,00  | 14,81 |
|                         | Partido Social Democrata       | 1 402 | 26,69 / 100,00  | 16,96 |
|                         | Coligação Democrática Unitária | 576   | 10,97 / 100,00  | 1,39  |
|                         | Partido Popular                | 432   | 8,22 / 100,00   | 5,01  |
|                         | PCTP/MRPP                      | 55    | 1,05 / 100,00   | 0,89  |
|                         | Outros                         | 126   | 2,40 / 100,00   |       |
| Votos Inválidos         | Votos Inválidos                | 107   | 2,04 / 100,00   | 0,20  |
| Total                   | Total                          | 5 253 | 100,00 / 100,00 |       |
| Eleitorado/Participação | Eleitorado/Participação        | 7 952 | 66,06 / 100,00  | 0,61  |

### Azambuja
| Partido                 | Partido                        | Votos  | %               | +/-   |
| ----------------------- | ------------------------------ | ------ | --------------- | ----- |
|                         | Partido Socialista             | 6 170  | 52,50 / 100,00  | 17,55 |
|                         | Partido Social Democrata       | 2 291  | 19,49 / 100,00  | 16,97 |
|                         | Coligação Democrática Unitária | 1 671  | 14,22 / 100,00  | 0,53  |
|                         | Partido Popular                | 865    | 7,36 / 100,00   | 4,70  |
|                         | União Democrática Popular      | 157    | 1,34 / 100,00   | -     |
|                         | PCTP/MRPP                      | 152    | 1,29 / 100,00   | 0,76  |
|                         | Outros                         | 192    | 1,63 / 100,00   |       |
| Votos Inválidos         | Votos Inválidos                | 255    | 2,17 / 100,00   | 0,70  |
| Total                   | Total                          | 11 753 | 100,00 / 100,00 |       |
| Eleitorado/Participação | Eleitorado/Participação        | 17 108 | 68,70 / 100,00  | 1,29  |

### Cadaval
| Partido                 | Partido                        | Votos  | %               | +/-   |
| ----------------------- | ------------------------------ | ------ | --------------- | ----- |
|                         | Partido Socialista             | 3 703  | 45,16 / 100,00  | 17,00 |
|                         | Partido Social Democrata       | 3 189  | 38,89 / 100,00  | 18,00 |
|                         | Partido Popular                | 704    | 8,59 / 100,00   | 4,40  |
|                         | Coligação Democrática Unitária | 229    | 2,79 / 100,00   | 0,27  |
|                         | Outros                         | 221    | 2,71 / 100,00   |       |
| Votos Inválidos         | Votos Inválidos                | 154    | 1,88 / 100,00   | 0,72  |
| Total                   | Total                          | 8 200  | 100,00 / 100,00 |       |
| Eleitorado/Participação | Eleitorado/Participação        | 12 226 | 67,07 / 100,00  | 0,82  |

### Cascais
| Partido                 | Partido                           | Votos   | %               | +/-   |
| ----------------------- | --------------------------------- | ------- | --------------- | ----- |
|                         | Partido Socialista                | 37 185  | 38,52 / 100,00  | 13,35 |
|                         | Partido Social Democrata          | 33 750  | 34,96 / 100,00  | 17,21 |
|                         | Partido Popular                   | 12 093  | 12,53 / 100,00  | 6,95  |
|                         | Coligação Democrática Unitária    | 8 534   | 8,84 / 100,00   | 0,07  |
|                         | Partido Socialista Revolucionário | 1 302   | 1,35 / 100,00   | 0,26  |
|                         | Outros                            | 1 940   | 2,02 / 100,00   |       |
| Votos Inválidos         | Votos Inválidos                   | 1 739   | 1,80 / 100,00   | 0,14  |
| Total                   | Total                             | 96 543  | 100,00 / 100,00 |       |
| Eleitorado/Participação | Eleitorado/Participação           | 145 153 | 66,51 / 100,00  | 1,67  |

### Lisboa
| Partido                 | Partido                           | Votos   | %               | +/-   |
| ----------------------- | --------------------------------- | ------- | --------------- | ----- |
|                         | Partido Socialista                | 179 256 | 42,44 / 100,00  | 13,57 |
|                         | Partido Social Democrata          | 129 575 | 30,68 / 100,00  | 15,57 |
|                         | Partido Popular                   | 44 745  | 10,59 / 100,00  | 5,62  |
|                         | Coligação Democrática Unitária    | 44 617  | 10,56 / 100,00  | 0,20  |
|                         | Partido Socialista Revolucionário | 6 737   | 1,60 / 100,00   | 0,40  |
|                         | Outros                            | 9 861   | 2,34 / 100,00   |       |
| Votos Inválidos         | Votos Inválidos                   | 7 581   | 1,80 / 100,00   | 0,10  |
| Total                   | Total                             | 422 372 | 100,00 / 100,00 |       |
| Eleitorado/Participação | Eleitorado/Participação           | 659 778 | 64,02 / 100,00  | 2,45  |

### Loures
| Partido                 | Partido                           | Votos   | %               | +/-   |
| ----------------------- | --------------------------------- | ------- | --------------- | ----- |
|                         | Partido Socialista                | 90 681  | 47,04 / 100,00  | 15,04 |
|                         | Partido Social Democrata          | 48 514  | 25,17 / 100,00  | 16,01 |
|                         | Coligação Democrática Unitária    | 28 906  | 14,99 / 100,00  | 0,44  |
|                         | Partido Popular                   | 14 532  | 7,54 / 100,00   | 4,87  |
|                         | Partido Socialista Revolucionário | 2 122   | 1,10 / 100,00   | 0,53  |
|                         | Outros                            | 4 377   | 2,26 / 100,00   |       |
| Votos Inválidos         | Votos Inválidos                   | 3 640   | 1,89 / 100,00   | 0,16  |
| Total                   | Total                             | 192 772 | 100,00 / 100,00 |       |
| Eleitorado/Participação | Eleitorado/Participação           | 272 770 | 70,67 / 100,00  | 0,41  |

### Lourinhã
| Partido                 | Partido                        | Votos  | %               | +/-   |
| ----------------------- | ------------------------------ | ------ | --------------- | ----- |
|                         | Partido Social Democrata       | 6 334  | 50,79 / 100,00  | 19,51 |
|                         | Partido Socialista             | 4 088  | 32,78 / 100,00  | 13,21 |
|                         | Partido Popular                | 1 289  | 10,34 / 100,00  | 6,91  |
|                         | Coligação Democrática Unitária | 206    | 1,65 / 100,00   | 0,11  |
|                         | Outros                         | 254    | 2,03 / 100,00   |       |
| Votos Inválidos         | Votos Inválidos                | 299    | 2,39 / 100,00   | 0,39  |
| Total                   | Total                          | 12 470 | 100,00 / 100,00 |       |
| Eleitorado/Participação | Eleitorado/Participação        | 18 877 | 66,06 / 100,00  | 0,46  |

### Mafra
| Partido                 | Partido                        | Votos  | %               | +/-   |
| ----------------------- | ------------------------------ | ------ | --------------- | ----- |
|                         | Partido Socialista             | 10 943 | 42,97 / 100,00  | 17,80 |
|                         | Partido Social Democrata       | 9 537  | 37,45 / 100,00  | 19,25 |
|                         | Partido Popular                | 2 179  | 8,56 / 100,00   | 4,69  |
|                         | Coligação Democrática Unitária | 1 359  | 5,34 / 100,00   | 0,36  |
|                         | Outros                         | 807    | 3,17 / 100,00   |       |
| Votos Inválidos         | Votos Inválidos                | 640    | 2,52 / 100,00   | 0,14  |
| Total                   | Total                          | 25 465 | 100,00 / 100,00 |       |
| Eleitorado/Participação | Eleitorado/Participação        | 38 315 | 66,46 / 100,00  | 1,29  |

### Oeiras
| Partido                 | Partido                           | Votos   | %               | +/-   |
| ----------------------- | --------------------------------- | ------- | --------------- | ----- |
|                         | Partido Socialista                | 41 280  | 43,02 / 100,00  | 12,75 |
|                         | Partido Social Democrata          | 29 293  | 30,53 / 100,00  | 14,87 |
|                         | Partido Popular                   | 10 276  | 10,71 / 100,00  | 6,08  |
|                         | Coligação Democrática Unitária    | 10 064  | 10,49 / 100,00  | 0,35  |
|                         | Partido Socialista Revolucionário | 1 602   | 1,67 / 100,00   | 0,51  |
|                         | Outros                            | 1 810   | 1,88 / 100,00   |       |
| Votos Inválidos         | Votos Inválidos                   | 1 626   | 1,69 / 100,00   | 0,08  |
| Total                   | Total                             | 95 951  | 100,00 / 100,00 |       |
| Eleitorado/Participação | Eleitorado/Participação           | 136 027 | 70,54 / 100,00  | 0,79  |

### Sintra
| Partido                 | Partido                           | Votos   | %               | +/-     |
| ----------------------- | --------------------------------- | ------- | --------------- | ------- |
|                         | Partido Socialista                | 71 246  | 45,76 / 100,00  | 14,97   |
|                         | Partido Social Democrata          | 43 257  | 27,79 / 100,00  | 17,60   |
|                         | Coligação Democrática Unitária    | 18 391  | 11,81 / 100,00  | Estável |
|                         | Partido Popular                   | 13 972  | 8,97 / 100,00   | 5,72    |
|                         | Partido Socialista Revolucionário | 2 243   | 1,44 / 100,00   | 0,29    |
|                         | Outros                            | 3 633   | 2,34 / 100,00   |         |
| Votos Inválidos         | Votos Inválidos                   | 2 939   | 1,89 / 100,00   | 0,03    |
| Total                   | Total                             | 155 681 | 100,00 / 100,00 |         |
| Eleitorado/Participação | Eleitorado/Participação           | 228 012 | 68,28 / 100,00  | 1,35    |

### Sobral de Monte Agraço
| Partido                 | Partido                           | Votos | %               | +/-   |
| ----------------------- | --------------------------------- | ----- | --------------- | ----- |
|                         | Partido Socialista                | 1 789 | 41,16 / 100,00  | 15,44 |
|                         | Partido Social Democrata          | 975   | 22,43 / 100,00  | 16,27 |
|                         | Coligação Democrática Unitária    | 938   | 21,58 / 100,00  | 0,89  |
|                         | Partido Popular                   | 322   | 7,41 / 100,00   | 4,61  |
|                         | PCTP/MRPP                         | 90    | 2,07 / 100,00   | 0,57  |
|                         | Partido Socialista Revolucionário | 47    | 1,08 / 100,00   | 1,21  |
|                         | Outros                            | 93    | 2,14 / 100,00   |       |
| Votos Inválidos         | Votos Inválidos                   | 92    | 2,12 / 100,00   | 0,33  |
| Total                   | Total                             | 4 346 | 100,00 / 100,00 |       |
| Eleitorado/Participação | Eleitorado/Participação           | 6 748 | 64,40 / 100,00  | 1,20  |

### Torres Vedras
| Partido                 | Partido                        | Votos  | %               | +/-   |
| ----------------------- | ------------------------------ | ------ | --------------- | ----- |
|                         | Partido Socialista             | 16 445 | 43,16 / 100,00  | 15,86 |
|                         | Partido Social Democrata       | 13 517 | 35,47 / 100,00  | 18,38 |
|                         | Coligação Democrática Unitária | 3 447  | 9,05 / 100,00   | 1,02  |
|                         | Partido Popular                | 2 811  | 7,38 / 100,00   | 4,14  |
|                         | Outros                         | 1 148  | 3,01 / 100,00   |       |
| Votos Inválidos         | Votos Inválidos                | 738    | 1,94 / 100,00   | 0,01  |
| Total                   | Total                          | 38 106 | 100,00 / 100,00 |       |
| Eleitorado/Participação | Eleitorado/Participação        | 57 447 | 66,33 / 100,00  | 0,20  |

### Vila Franca de Xira
| Partido                 | Partido                        | Votos  | %               | +/-   |
| ----------------------- | ------------------------------ | ------ | --------------- | ----- |
|                         | Partido Socialista             | 29 329 | 48,04 / 100,00  | 15,06 |
|                         | Coligação Democrática Unitária | 12 726 | 20,84 / 100,00  | 0,82  |
|                         | Partido Social Democrata       | 12 095 | 19,81 / 100,00  | 14,64 |
|                         | Partido Popular                | 4 045  | 6,63 / 100,00   | 4,35  |
|                         | Outros                         | 1 848  | 3,04 / 100,00   |       |
| Votos Inválidos         | Votos Inválidos                | 1 010  | 1,66 / 100,00   | 0,35  |
| Total                   | Total                          | 61 053 | 100,00 / 100,00 |       |
| Eleitorado/Participação | Eleitorado/Participação        | 87 501 | 69,77 / 100,00  | 0,49  |